# Aspidosperma verbascifolium
Aspidosperma verbascifolium é uma espécie de planta do gênero Aspidosperma.  

## Taxonomia
A espécie foi descrita em 1860 por Johannes Müller Argoviensis. 